# Ukraina Słobodzka

Terytoria pułków Ukrainy Słobodzkiej 1764. Zaznaczone współczesne granice państwowe i granice współczesnych obwodów Ukrainy.

Terytorium Hetmanatu (fiolet), Siczy (sepia) i Ukrainy Słobodzkiej (zieleń) w połowie XVIII wieku

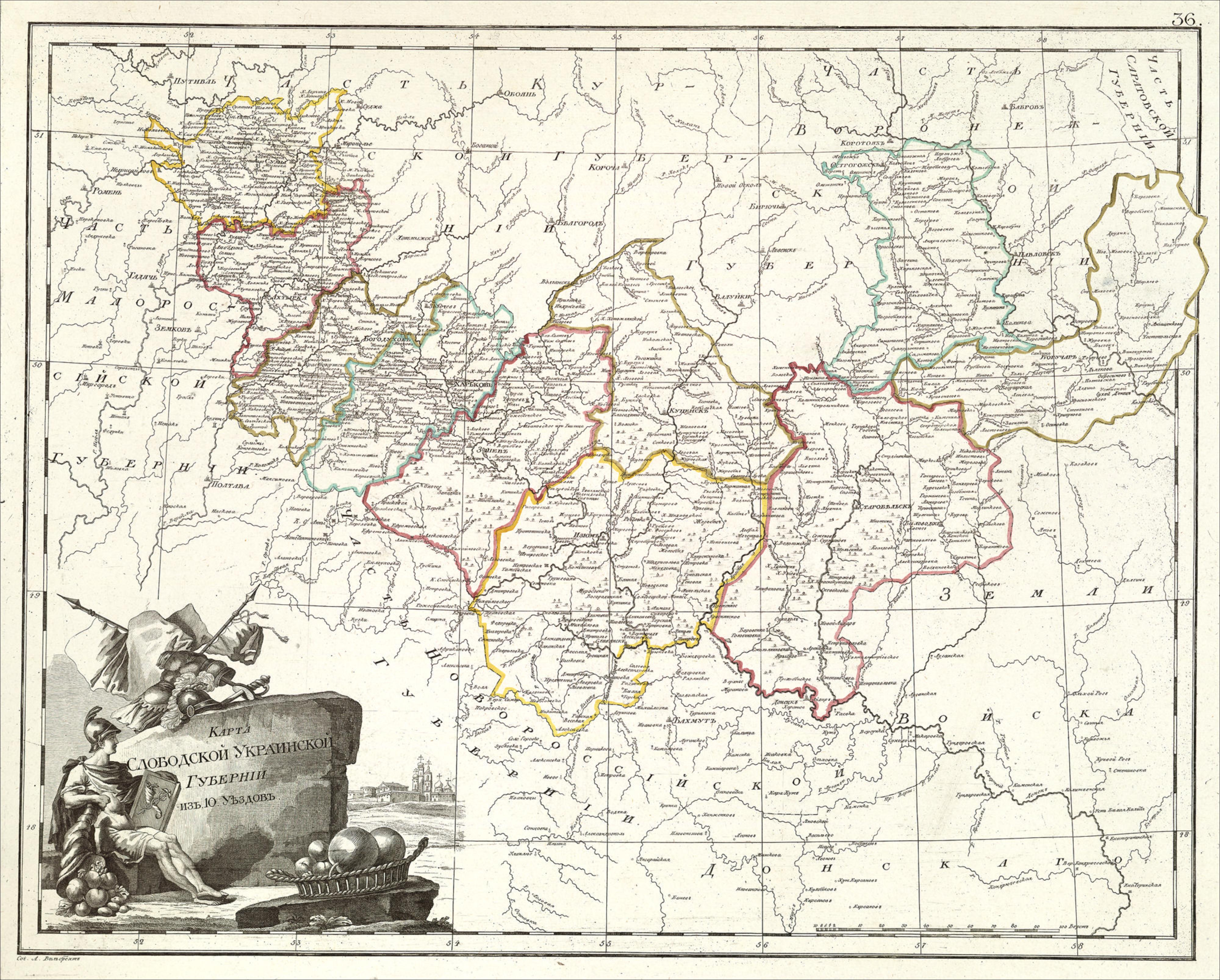
Ukraina Słobodzka na mapie z 1802 r.

Ukraina Słobodzka (ukr. Слобідська Україна; ros. Слободская Украина) (znana także jako Słobodszczyzna) – kraina historyczno-geograficzna na pograniczu północno-wschodniej Ukrainy i południowo-zachodniej Rosji. Były to ziemie wchodzące w skład Carstwa Rosyjskiego, na których formowały się służące carowi półautonomiczne pułki kozackie. Na terenach tych prowadzone było także od połowy XVII wieku osadnictwo chłopów ukraińskich z terenów Prawobrzeża.

## Terytorium
Ziemie Ukrainy Słobodzkiej leżą obecnie na terenie obwodów obwodu charkowskiego (większa część), sumskiego, ługańskiego i donieckiego Ukrainy i obwodów kurskiego, biełgorodzkiego (iwanowskiego) i woroneskiego Federacji Rosyjskiej. Głównym miastem części ukraińskiej jest Charków.
Ukraina Słobodzka graniczyła na zachodzie z Hetmanatem, na południu z Zaporożem i Chanatem Krymskim, na północy z Ziemią Moskiewską, na wschodzie granicę stanowił Don.
Obejmowała część Wyżyny Środkoworosyjskiej, sąsiadującą z nią Wyżynę Doniecką, południowo-wschodnią część Niziny Naddnieprzańskiej, oraz niewielką część Wyżyny Donieckiej.

## Osadnictwo
Na skutek zniszczeń związanych z walkami prowadzonymi w trakcie powstania Chmielnickiego na Słobodszczyznę zaczęła przenosić się ludność z należącego do Rzeczypospolitej Prawobrzeża. Na skutek tej kolonizacji powstały takie miejscowości jak Ostrogożsk nad Cichą Sosną, Ochtyrka, Caroborysów, Gorodne, Lebiedyn, Boromla, Kołontajów, Krasnyj Kut założony przez osadników z Korsunia. W 1665 roku osadnicy założyli zaś miasteczko Marefa, a potem Żmijów. Najbardziej znanym miastem z tego terenu jest obecnie Charków, które założyło około 1654 roku trzydzieści siedem rodzin. Fakt zakładania miast przez ludność z terenów Ukrainy Prawobrzeżnej potwierdza toponimia – wiele nazw nowo zakładanych miejscowości jest identyczna z nazwami istniejących miejscowości na Ukrainie Prawobrzeżnej. Kolonizacja ukraińska wzmogła się jeszcze w latach 70. XVII wieku, gdy trwała wojna Rzeczypospolitej z Turcją. Kolonizacja moskiewska z północy była prowadzona równolegle, w związku z czym zdarzało się, że obok siebie funkcjonowały dwie miejscowości o tej samej nazwie zakładane przez osadników moskiewskich (rosyjskich) i ukraińskich (kozackich).
W latach 80. XVII wieku w związku z powodami ekonomicznymi i utrudnieniami na polu religijnym związanym z różnicami prawosławia moskiewskiego i ukraińskiego, rozpoczął się proces „ucieczki” osadników na Prawobrzeże, co miała powstrzymywać m.in. Linia Izjumska.

## Administracja
Ukraina Słobodzka od lat 80. XVII wieku była podzielona na pięć terytoriów pułkowych:
- pułk sumski (Sumy)
- pułk charkowski (Charków)
- pułk ochtyrski (Ochtyrka)
- pułk izjumski (Izjum)
- pułk ostrogoski (Ostrogożsk)

Całość terytorium podporządkowane było wojewodzie biełgorodzkiemu.

## Fortyfikowanie
Tereny te Moskwa zabezpieczała poprzez budowę linii obronnych, najpierw była to ufortyfikowana Linia biełgorodzka z 2 ćwierci XVII wieku, potem Linia Izjumska w latach 80. XVII w., a potem wraz z przesuwaniem się kolonizacji na południe Linia ukraińska na pocz. XVIII w. Linie te miały za zadanie powstrzymywać najazdy Tatarów z Chanatu krymskiego, które podążały na Moskwę m.in. szlakiem murawskim, kałmuckim i izjumskim. Z uwagi na stałe zagrożenie najazdami tatarskimi wiele miast Ukrainy Słobodzkiej miało fortyfikacje bastionowe.

## Likwidacja autonomii
Struktura słobodzkich pułków kozackich została zlikwidowana przez Moskwę w 1765 roku, ich terytorium przekształcone w gubernię słobodzko-ukraińską ze stolicą w Charkowie, a starszyznę kozacką Słobodszczyzny włączono do rosyjskiego systemu rang.

## Miasta

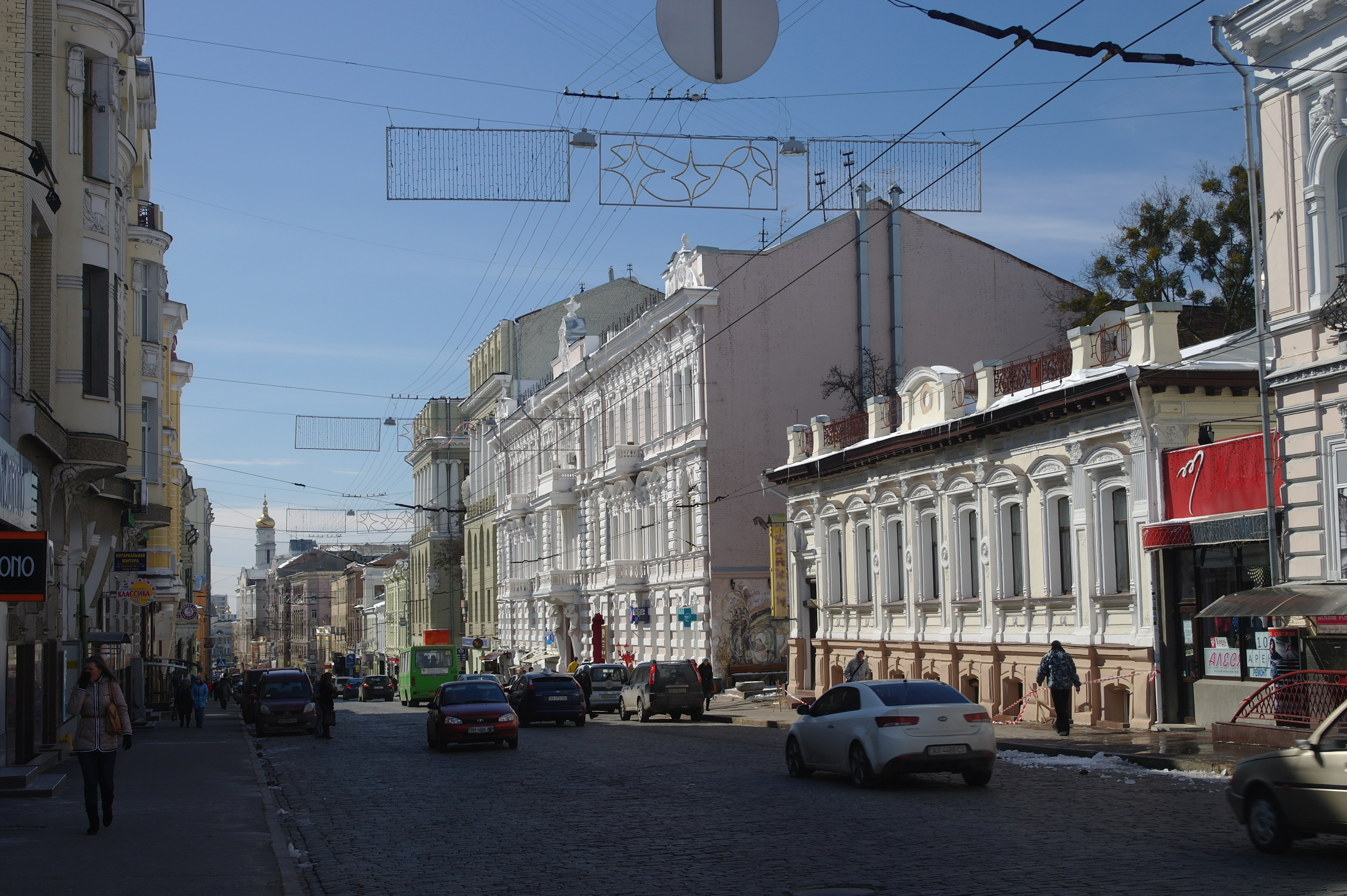
Charków

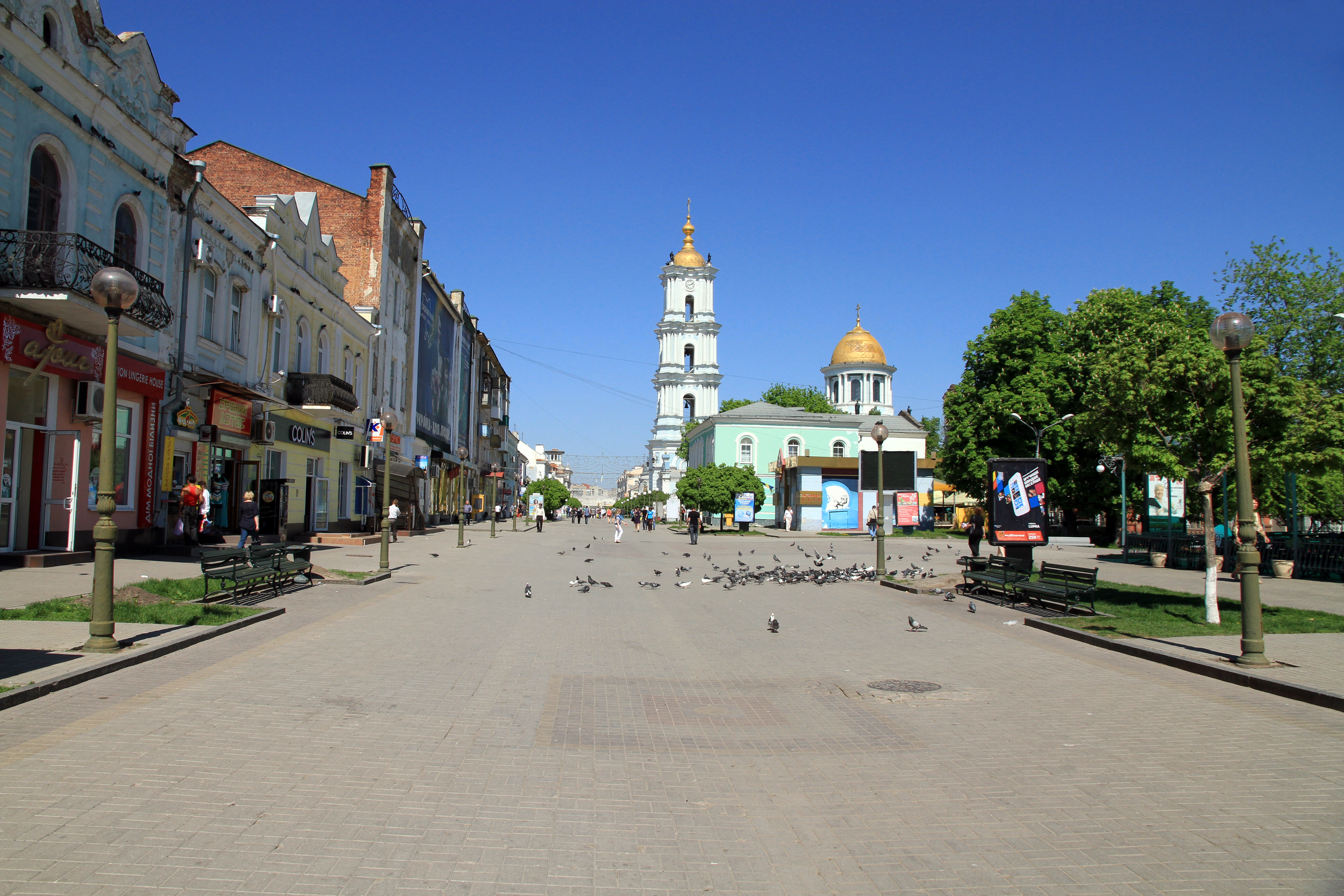
Sumy

Najludniejsze miasta na Ukrainie Słobodzkiej współcześnie:
|     | miasto       | populacja (2016) | państwo | obwód        |
| --- | ------------ | ---------------- | ------- | ------------ |
| 1.  | Charków      | 1 449 732        | Ukraina | charkowski   |
| 2.  | Sumy         | 267 633          | Ukraina | sumski       |
| 3.  | Kramatorsk   | 159 445          | Ukraina | doniecki     |
| 4.  | Słowiańsk    | 114 437          | Ukraina | doniecki     |
| 5.  | Bachmut      | 76 599           | Ukraina | doniecki     |
| 6.  | Rossosz      | 62 680           | Rosja   | woroneski    |
| 7.  | Izium        | 49 727           | Ukraina | charkowski   |
| 8.  | Ochtyrka     | 48 645           | Ukraina | sumski       |
| 9.  | Aleksiejewka | 38 566           | Rosja   | biełgorodzki |
| 10. | Wałujki      | 34 104           | Rosja   | biełgorodzki |